# Emil Herberg
Emil Herberg (* 14. April 1882 in Pethau bei Zittau; † 15. April 1963 in Zwickau) war ein deutscher Politiker der Volksrechtspartei.

## Leben und Wirken
Herberg besuchte die Dorfschule in Pethau und die Volksschule in Zittau. Von 1896 bis 1902 wurde er am Lehrerseminar im sächsischen Löbau ausgebildet. In den Jahren 1902 bis 1905 war er als Hilfslehrer in Reichenau bei Zittau tätig. Von 1905 bis 1909 studierte er Pädagogik in Jena und Leipzig, wo er 1909 die Prüfung zum Diplom-Handelslehrer ablegte. Außerdem belegte er in Leipzig einige Veranstaltungen des Bereichs Handelswissenschaften.
Von 1909 bis 1911 arbeitete er als Diplomhandelslehrer an der Buchhändler-Lehranstalt in Leipzig, dann bis 1915 als Oberlehrer an der Höheren Handelslehranstalt in Zwickau. Von 1915 bis 1918 nahm Herberg mit dem Ersatzinfanterieregiment 24 am Ersten Weltkrieg teil.
Von 1919 bis 1923 unterrichtete Herberg als Studienrat an der Höheren Handelsschule in Zwickau. 1923 wurde er Direktor der Handelsschule Eibenstock. 1924 Studiendirektor einer höheren Handelslehranstalt.
Politisch engagierte Herberg sich seit den 1920er Jahren in der Reichspartei für Volksrecht und Aufwertung. Am 3. Januar 1930 zog Herberg im Nachrückverfahren für den im Dezember 1929 ausgeschiedenen Abgeordneten Adolf Lobe in den vierten Reichstag der Weimarer Republik ein, in dem er bis zur Wahl vom September desselben Jahres den Wahlkreis 30 (Chemnitz-Zwickau) vertrat.

## Schriften
- Festbericht zum 100-jahr-feier der Fachschule für Wirtschaft und Verwaltung zu Zwickau, 1947.